# Dukinfield Henry Scott

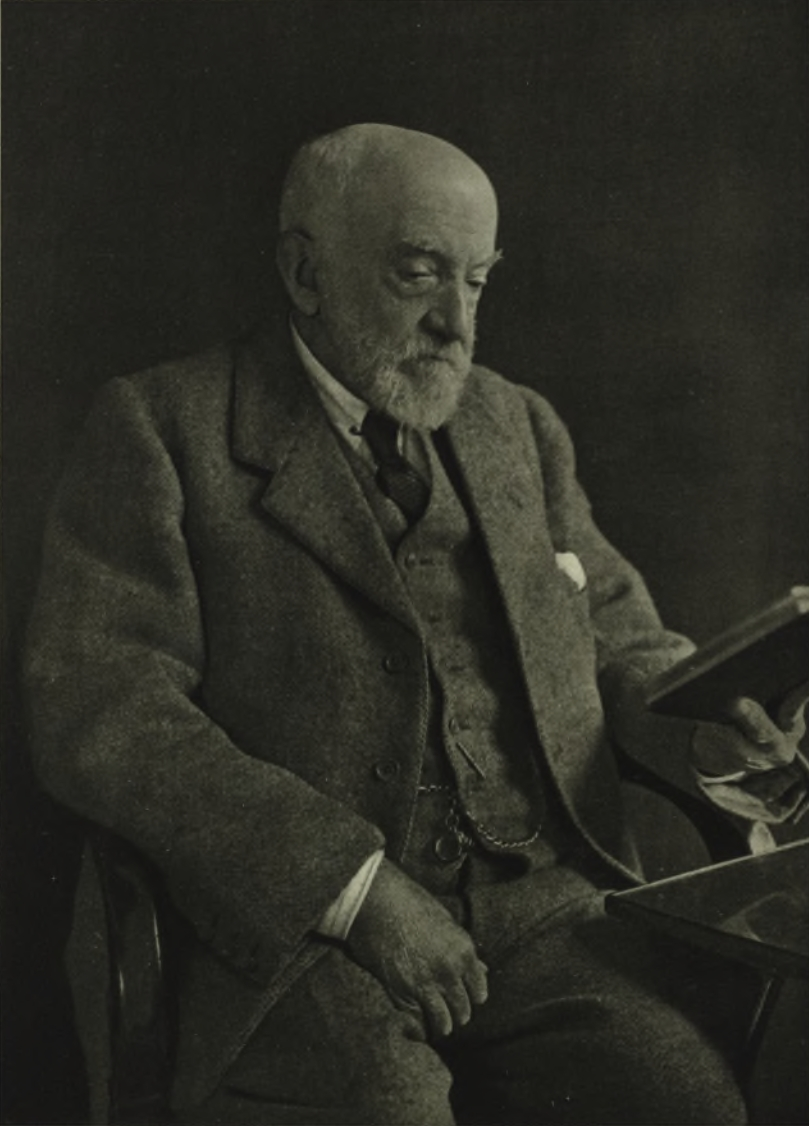
Dukinfield Henry Scott

Dukinfield Henry Scott (* 28. November 1854 in London; † 29. Januar 1934 bei Basingstoke) war ein britischer Botaniker und Paläobotaniker. Sein offizielles botanisches Autorenkürzel lautet „D.H.Scott“.

## Leben
Scott war der Sohn des Architekten George Gilbert Scott. Er studierte an der Universität Oxford und wurde bei Julius von Sachs an der Universität Würzburg in Botanik promoviert. Ab 1882 war er Assistenzprofessor für Botanik am University College London und ab 1885 Assistenzprofessor bei Thomas Henry Huxley am Royal College of Science in South Kensington. 1892 gab er diese Professur auf und trat eine Stelle als Honorary Keeper im Jodrell Laboratory des Royal Botanic Garden an (auf Einladung von dessen Direktor Thiselton-Dyer), was er bis 1906 blieb.
Er befasste sich auch mit Paläobotanik, unter anderem über Samenfarne (1904), deren Verwandtschaft mit Samenpflanzen er mit Francis Wall Oliver (1864–1951) entdeckte. Zur Paläobotanik wurde er von William Crawford Williamson geführt, einem Pionier der Paläobotanik in England und Professor in Manchester. Aus einem Kurs am University College über Paläobotanik, den Scott 1896/97 hielt, entstand 1900 ein einflussreiches Lehrbuch.
1894 wurde er Fellow der Royal Society, deren Royal Medal er 1906 erhielt und deren Darwin Medal 1926. 1928 erhielt er die Wollaston-Medaille. 1908 bis 1912 war er Präsident der Linnean Society, deren Linnean Medal er 1921 erhielt. 1910 wurde er als korrespondierendes Mitglied in die Bayerische Akademie der Wissenschaften aufgenommen. Seit 1916 war er Mitglied der Königlich Schwedischen Akademie der Wissenschaften und seit 1925 korrespondierendes Mitglied der Académie des sciences. 1930 wurde er zum Ehrenmitglied (Honorary Fellow) der Royal Society of Edinburgh und 1932 zum korrespondierenden Mitglied der Preußischen Akademie der Wissenschaften gewählt.
Er war Herausgeber der Annals of Botany.
Er war seit 1887 verheiratet und hatte sechs Kinder.

## Schriften
- Studies in Fossil Botany. 2 Bände, 3. Auflage, London 1920, 1923 (zuerst 1900)